# Orlík (Wysoki Jesionik)
Orlík (historyczna nazwa niem. Urlichkuppe) – szczyt (góra) o wysokości 1204 m n.p.m. (podawana jest też wysokość 1203 m n.p.m. , 1203,6 m n.p.m.  lub 1204,0 m n.p.m. ) w paśmie górskim Wysokiego Jesionika (cz. Hrubý Jeseník), w północno-wschodnich Czechach, w Sudetach Wschodnich, na Śląsku, w obrębie gminy Zlaté Hory, oddalony o około 11,5 km na północny wschód od szczytu góry Pradziad (cz. Praděd). Rozległość góry (powierzchnia stoków) szacowana jest na około 13,3 km², a średnie nachylenie wszystkich stoków wynosi około 8°.

## Charakterystyka

### Lokalizacja

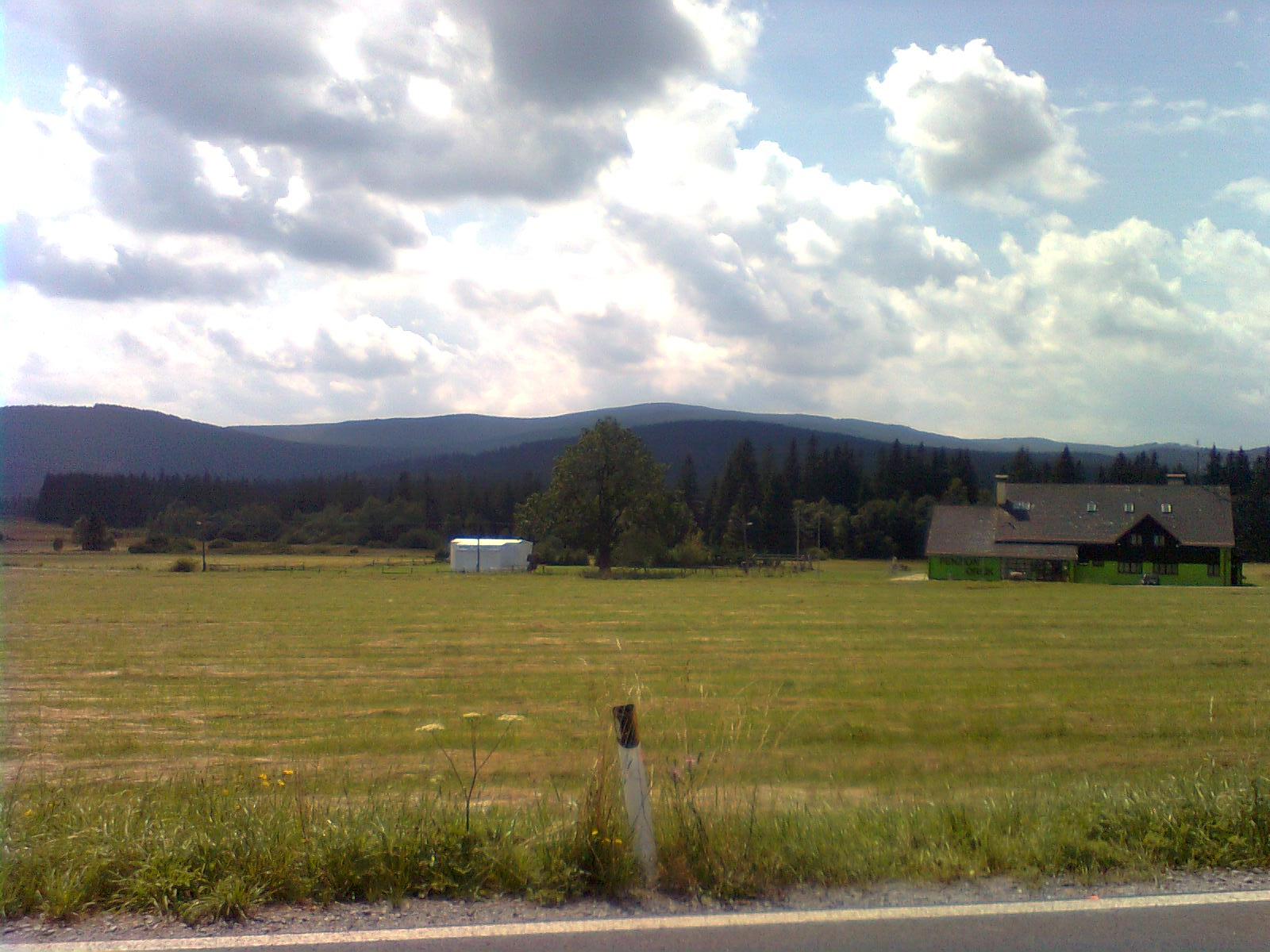
Widok z osady Rejvíz na szczyty Zámecký vrch (1), Medvědí vrch, Orlík, poniżej Přední Jestřábí oraz Orlík–Z i Orlík–SZ (nad pensjonatem Orlík) (2011 rok)

Góra Orlík położona jest w północno-wschodnim rejonie całego pasma Wysokiego Jesionika, leżącą w części Wysokiego Jesionika, w północnym obszarze (mikroregionu) o nazwie Masyw Orlíka (cz. Medvědská hornatina). To trzeci pod względem wysokości szczyt Masywu Orlíka, po szczytach Medvědí vrch i Jelení loučky. Jest górą bardzo rozległą, położoną na dwóch ramionach (grzbietach) tego Masywu: głównym, łukowatym ciągnącym się od góry Zámecký vrch (1) do góry Na vyhlídce (1) z położonym na nim szczytem zasadniczym oraz bocznym, łukowatym ciągnącym się od przełęczy Kristovo loučení do przełęczy Rejvíz z położonymi na nim dwoma szczytami drugorzędnymi. Orlík jest górą dobrze rozpoznawalną, bowiem w tej części Wysokiego Jesionika położona jest w centralnej parze szczytów Orlík – Medvědí vrch, mających podobne wysokości i jest widoczna z wież widokowych zarówno Pradziada jak i Biskupiej Kopy (cz. Biskupská kupa), a z innego charakterystycznego punktu widokowego – z drogi okalającej szczyt góry Dlouhé stráně jest niewidoczna, bo przysłonięta górą Velký Jezerník. Góra Orlík jest bardzo dobrze widoczna m.in. ze szczytu góry Medvědí louka oraz ze stoków gór m.in. Medvědí vrch czy Jelení loučky. Ponadto widoczna i rozpoznawalna z pobliskiej drogi nr 445 Rýmařov – Zlaté Hory czy też z drogi nr 453 Jesionik (cz. Jeseník) – Město Albrechtice przebiegającej w osadzie Rejvíz.
Górę ograniczają: od północy dolina potoku Czarna Opawa (cz. Černá Opava), od północnego wschodu przełęcz o wysokości 853 m n.p.m. w kierunku szczytu Zámecký vrch (1), dolina potoku o nazwie Podzámecký potok i przełęcz o wysokości 1037 m n.p.m. w kierunku szczytu Stará hora, od wschodu dolina potoku Slučí potok, przełęcz o wysokości 731 m n.p.m. w kierunku szczytu Velká seč i dolina potoku Sokolí potok, płynącego w kotlinie Jezevčí kotlina, od południa przełęcz o wysokości 1113 m n.p.m. w kierunku szczytu Medvědí vrch i przełęcz o wysokości 1097 m n.p.m. w kierunku szczytu Medvědí louka, od południowego zachodu dolina potoku Šumný potok, od zachodu przełęcz o wysokości 1027 m n.p.m. w kierunku szczytu Velké Bradlo oraz od północnego zachodu przełęcz o wysokości 1009 m n.p.m. w kierunku szczytu Srnčí vrch. W otoczeniu góry znajdują się następujące szczyty: od północnego zachodu Srnčí vrch, Kazatelny i Kazatelny–SV, od północy Přední Jestřábí–JZ i Přední Jestřábí, od północnego wschodu Zámecký vrch (1), Stará hora, Rovný vrch i Rovný vrch–JV, od wschodu Velká seč, od południowego wschodu Medvědí skály i Medvědí vrch oraz od południowego zachodu Medvědí louka i Velké Bradlo. Warto dodać, że na niektórych mapach występują dodatkowo szczyty północne o nazwach: Žárný vrch (1086 m n.p.m.), Žár (1151 m n.p.m.) i Slídový vrch (1058 m n.p.m.). Z uwagi jednak na słabe zróżnicowanie i ekspozycje tych szczytów na tle całego masywu góry Orlík, nowsze opracowania i pomiary sugerują, aby te nazwy przypisać raczej do odpowiadających im stoków .

### Stoki

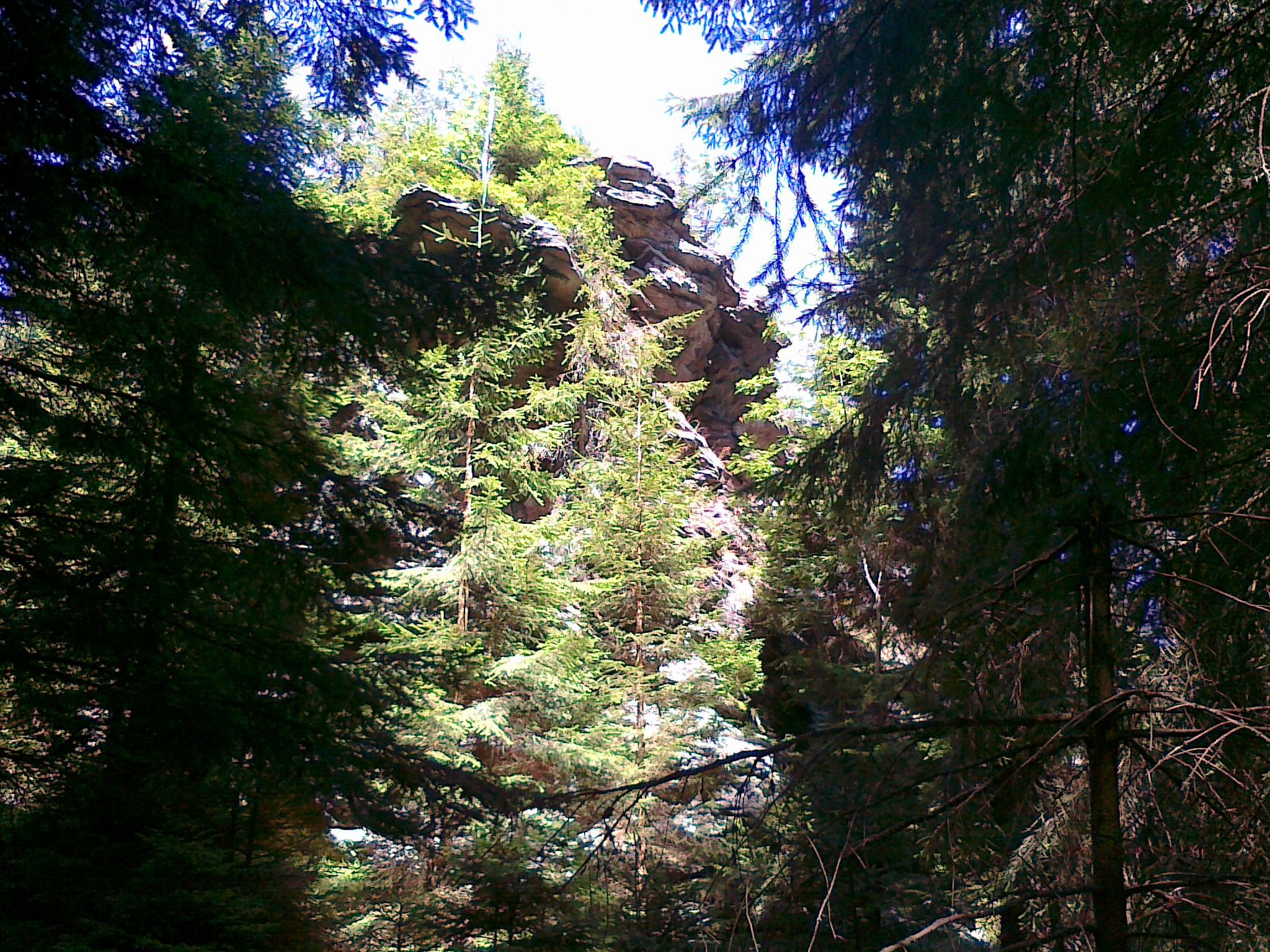
Grupa skalna Dlouhá (2024 rok)

W obrębie góry można wyróżnić siedem następujących zasadniczych stoków :
- południowy
- południowo-zachodni
- zachodni o nazwie Loučení Kristovo
- północno-zachodni o nazwie Žárný vrch
- północne o nazwach Žár, Stráně, Nad Opavou
- północno-wschodni o nazwie Slídový vrch
- wschodnie o nazwach Dlouhá, Velká seč, Macocha

Występują tu wszystkie typy zalesienia: bór świerkowy, las mieszany oraz las liściasty, przy czym dominuje zdecydowanie zalesienie borem świerkowym. Na stokach zachodnim, północno-wschodnim i wschodnim poza zalesieniem borem świerkowym, w miarę obniżania wysokości pojawiają się obszary lasu mieszanego, a na stoku zachodnim i wschodnim nawet niewielkie obszary lasu liściastego. Z uwagi na znaczny obszar rozległości góry występują tu na niemalże wszystkich stokach przerzedzenia, ogołocenia, przecinki i polany. Na stoku północnym Stráně, południowym przy drugorzędnym szczycie Orlík–JV oraz na stoku wschodnim Dlouhá występują pojedyncze większe skaliska, a na stoku wschodnim ponadto liczne grupy skalne. Na stoku wschodnim Dlouhá, w odległości około 1170 m na wschód od szczytu, na wysokości 1025 m n.p.m., położona jest grupa skalna o nazwie Dlouhá.
Stoki mają niejednolite, na ogół łagodne i mało zróżnicowane nachylenia. Średnie nachylenie stoków waha się bowiem od 6° (stok południowy i północno-wschodni) do 10° (stok południowo-zachodni i zachodni). Średnie nachylenie wszystkich stoków góry (średnia ważona nachyleń stoków) wynosi około 8°. Maksymalne średnie nachylenie stoku zachodniego u podnóża drugorzędnego szczytu Orlík–SZ, blisko drogi Cesta svobody, na odcinku 50 m nie przekracza 35°. Poza wytyczonymi, nielicznymi szlakami turystycznymi, stoki pokryte są siecią krzyżujących dróg (m.in. Opavská cesta, Jelení cesta, Cesta svobody, Medvědí cesta, Osmičková cesta, Ruská cesta, K Jelení chatě, Devítková cesta) oraz na ogół nieoznakowanych ścieżek i duktów. Przemierzając je zaleca się korzystanie ze szczegółowych map, z uwagi na zawiłości ich przebiegu, zalesienie, znaczne odległości oraz zorientowanie w terenie.

#### Leśny cmentarz jeńców rosyjskich

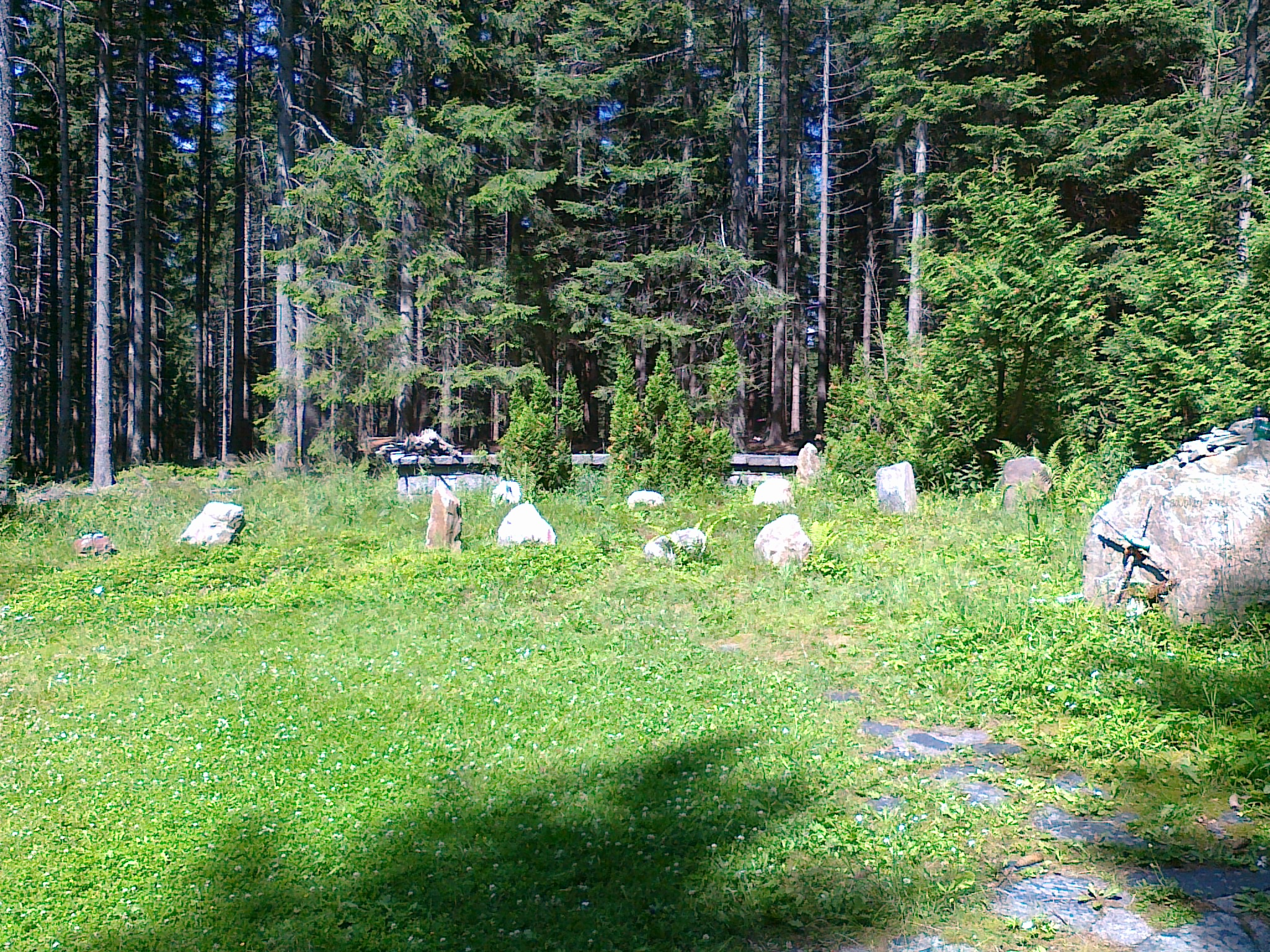
Leśny cmentarz rosyjskich jeńców wojennych na stoku góry Orlík (2012 rok)

U podnóża stoku północno-zachodniego Žárný vrch, przy żółtym szlaku turystycznym , nieopodal chaty o nazwie Opavská chata, w odległości około 2,3 km na północny zachód od szczytu znajduje się leśny cmentarz (cz. Lesní ruský hřbitov), zmarłych na tyfus w latach 1941–1943, pracujących podczas II wojny światowej rosyjskich jeńców wojennych, więzionych w obozie Rejvíz, założonym w pobliżu cmentarza, z mogiłami w postaci głazów różnej wielkości. Cmentarz był wielokrotnie rekonstruowany, ostatnio w 1999 roku. Na cmentarzu spoczywa 23 jeńców, których wymienia ustawiona przy nim specjalna tablica informacyjna.

### Szczyt główny

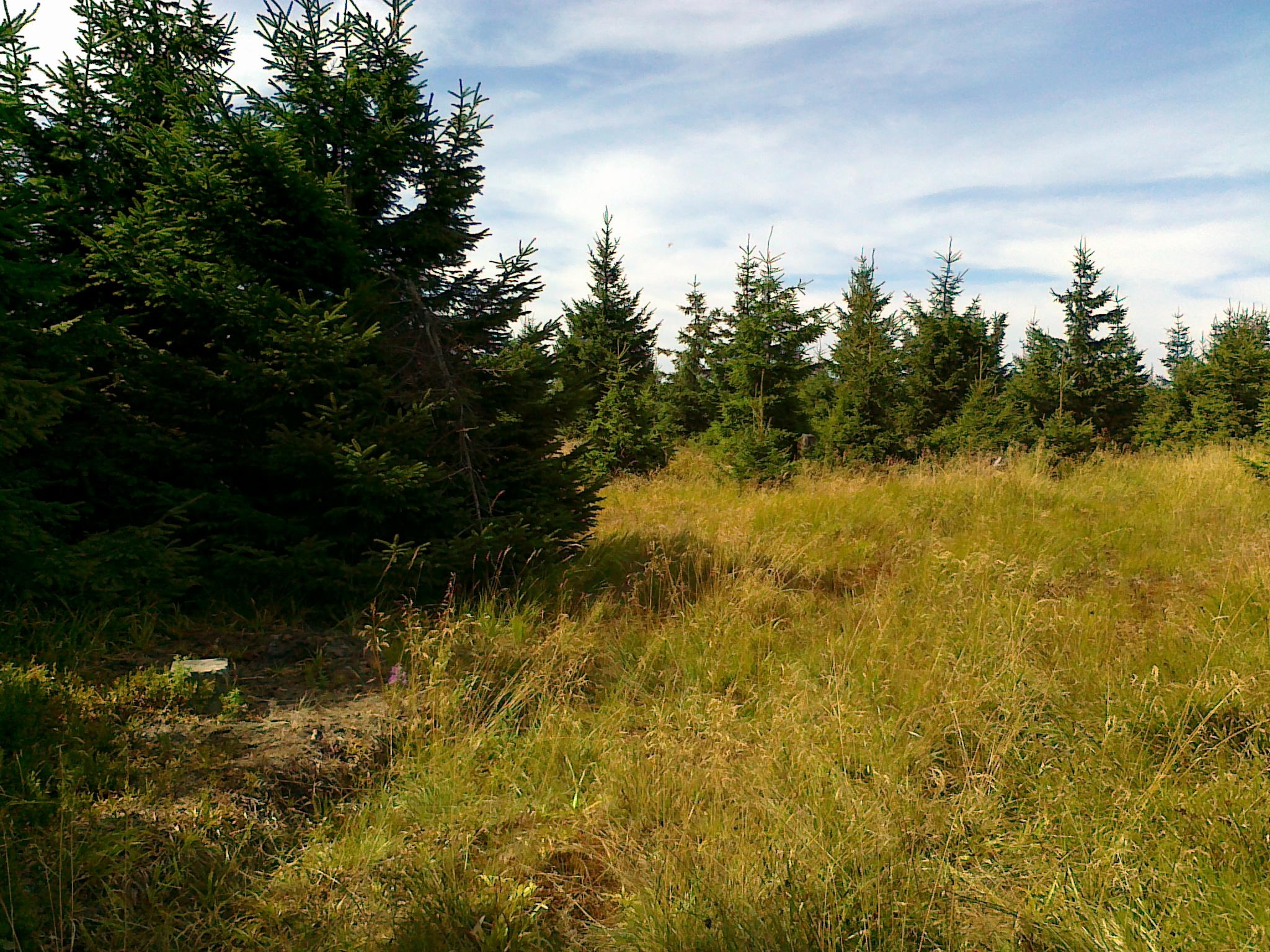
Połać szczytowa góry Orlík z widocznym u dołu, po lewej punktem geodezyjnym (2015 rok)

Na szczyt nie prowadzi żaden szlak turystyczny. Połać szczytowa jest zalesiona borem świerkowym, pokryta trawą wysokogórską, przy której od wschodu służby leśne postawiły drewniane ogrodzenie na zamknięte żerowisko zwierzyny o powierzchni około 0,3 km². Ponadto połać szczytowa znajduje się na skrzyżowaniu dróg polnych, prowadzących m.in. na sąsiednie szczyty Medvědí vrch czy też na szczyt Medvědí louka. Z powodu zwiększającej się z czasem wysokości zalesienia połać szczytowa nie jest punktem widokowym. Na szczycie znajduje się punkt geodezyjny, oznaczony na mapach geodezyjnych numerem (22.), o wysokości 1203,58 m n.p.m. oraz współrzędnych geograficznych (50°10′35,76″N 17°17′55,53″E/50,176600 17,298758).
Najwygodniejsze dojście na szczyt następuje ze skrzyżowania turystycznego o nazwie (cz. Pásmo Orlíka), z podaną na tablicy informacyjnej wysokością 1005 m. Idąc zielonym szlakiem turystycznym , w stronę przystanku turystycznego Solná chata, dochodzimy po około 900 m do ścieżki, w którą należy skręcić w lewo, przechodząc odcinek o długości około 560 m, do szczytu Medvědí louka, z charakterystyczną odsłoniętą połacią szczytową. Następnie idąc dalej przez tę połać około 500 m ścieżką wytyczoną przez słupki, dochodzimy do skrzyżowania, skąd widoczną już przez przecinkę drogę polną dochodzimy po około 900 m orientacyjnie do szczytu. Możliwe jest również dojście alternatywne z żółtego szlaku turystycznego  oraz skrzyżowania turystycznego Kristovo loučení.

### Szczyty drugorzędne

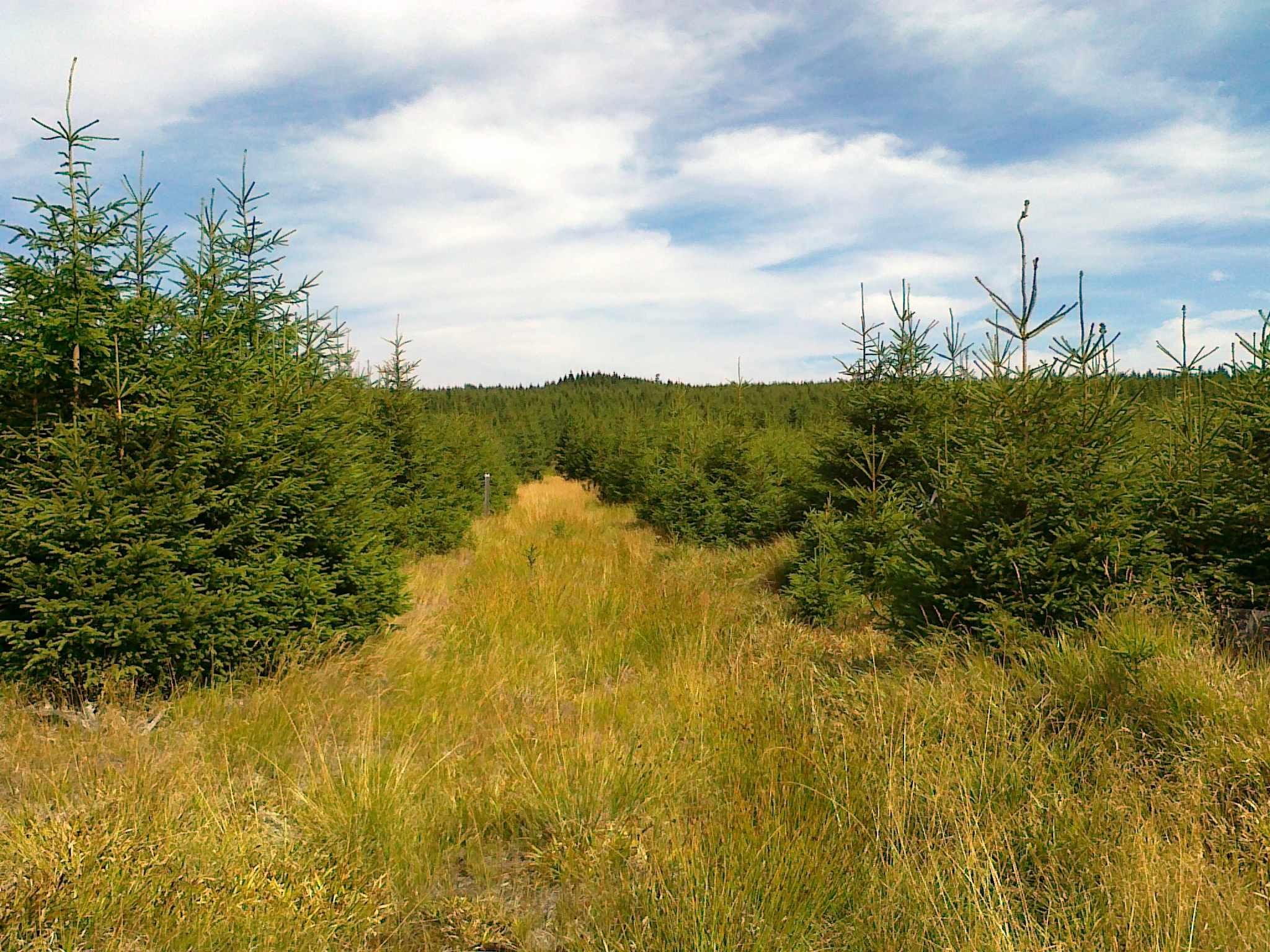
Widok ze ścieżki za połacią szczytową góry Medvědí louka na drugorzędny szczyt Orlík–JV (2015 rok)

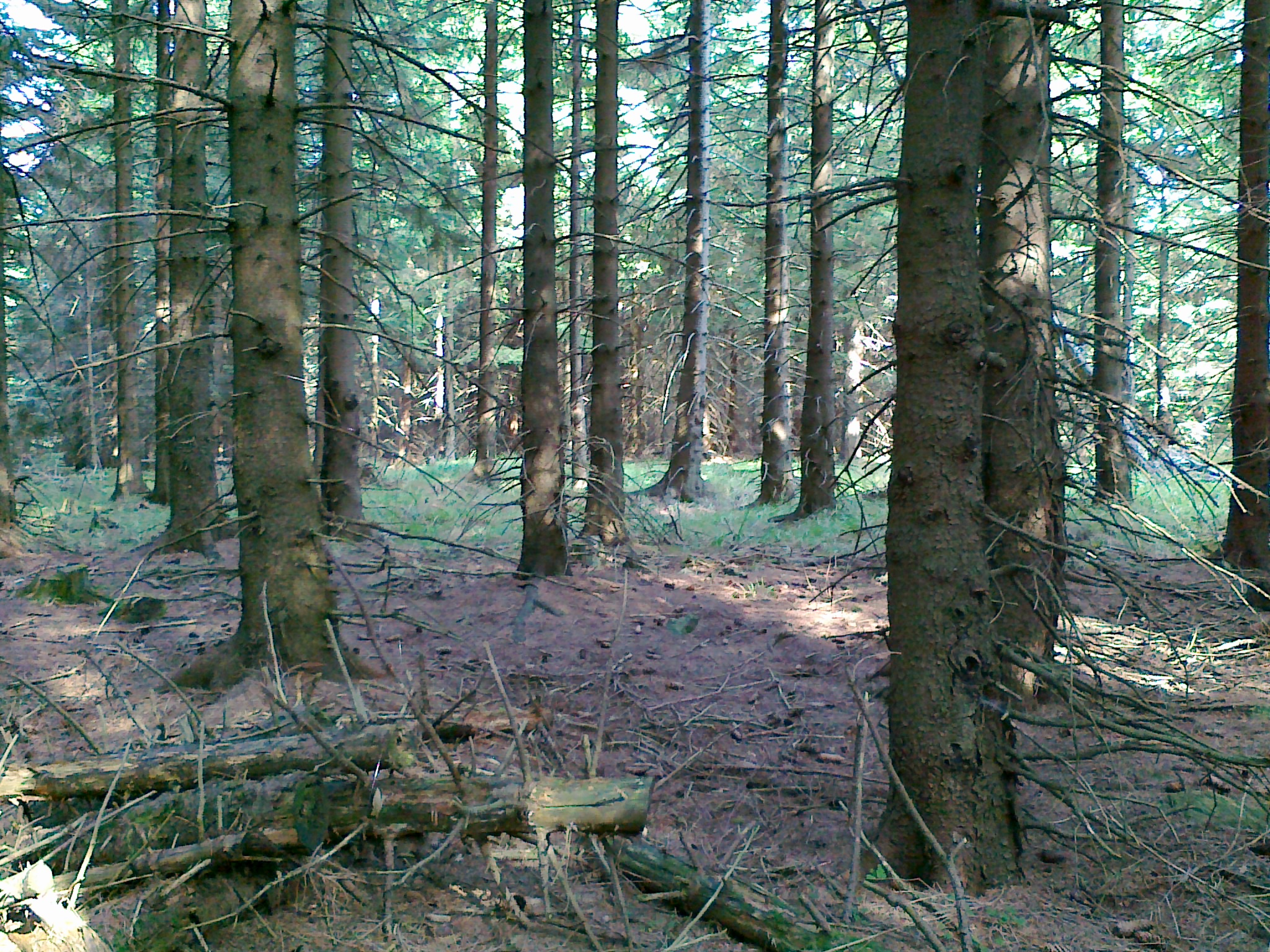
Połać szczytu drugorzędnego Orlík–SZ (2016 rok)

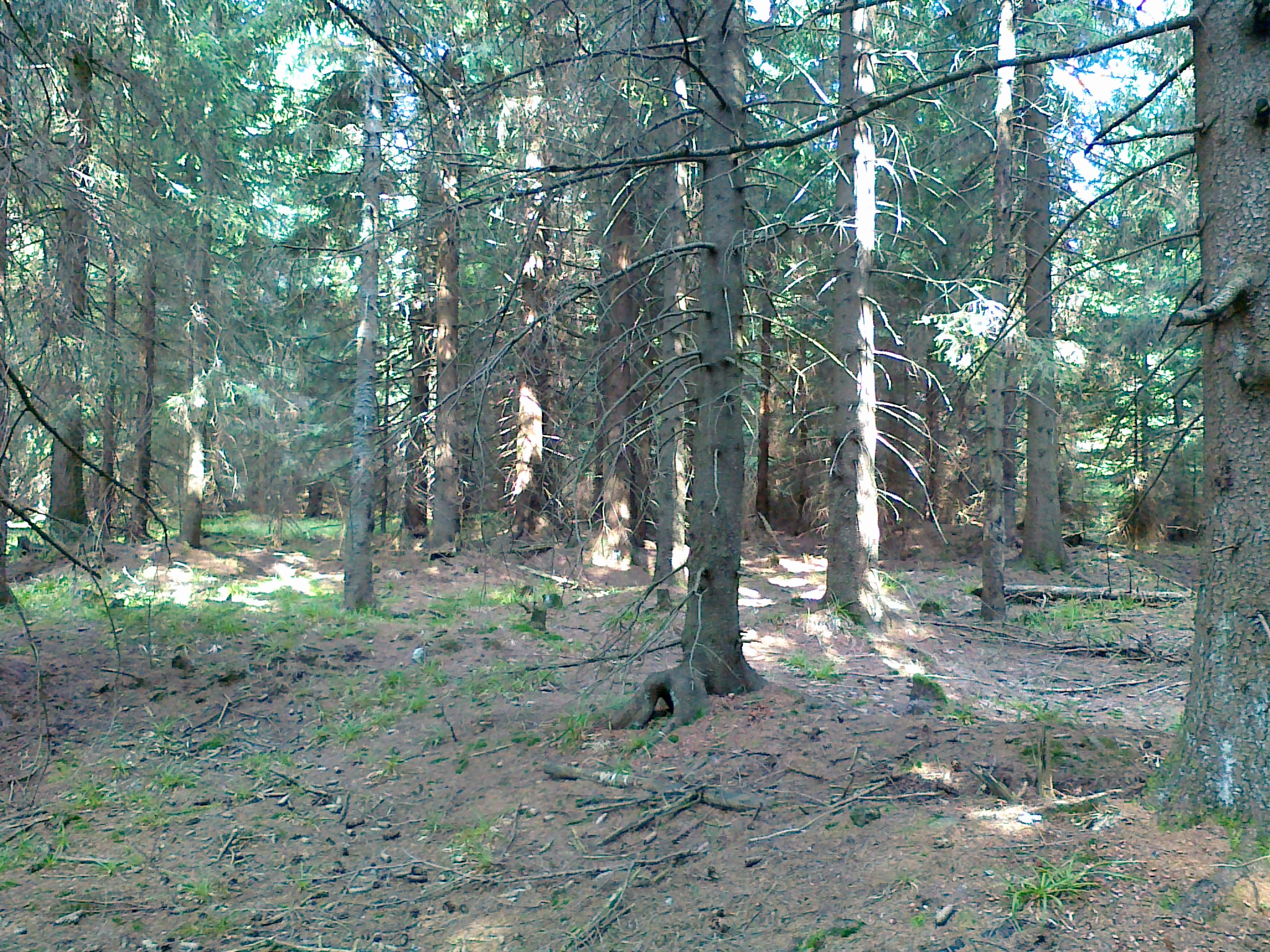
Połać szczytu drugorzędnego Orlík–Z (2016 rok)

W całym masywie góry, poza szczytem głównym można wyróżnić trzy niższe drugorzędne szczyty .
| Szczyty drugorzędne góry Orlík |          |                   |                                  |                                               |  |
| Lp.                            | Szczyt   | Wysokość m n.p.m. | Odległość od szczytu głównego km | Współrzędne geograficzne                      |  |
| 1                              | Orlík–JV | 1138              | 0,87 na południowy wschód        | 50°10′09,1″N 17°18′15,1″E/50,169194 17,304194 |  |
| 2                              | Orlík–SZ | 1056              | 1,74 na północny zachód          | 50°10′52,6″N 17°16′31,3″E/50,181278 17,275361 |  |
| 3                              | Orlík–Z  | 1051              | 1,3 na zachód                    | 50°10′45,2″N 17°16′50,8″E/50,179222 17,280778 |  |

### Geologia
Pod względem geologicznym góra Orlík należy do jednostki określanej jako kopuła Desny i zbudowana jest ze skał metamorficznych, głównie blasto-mylonitów, fyllitów (muskowitów, biotytów, chlorytów), gnejsów, łupków łyszczykowych (grafitów), łupków zieleńcowych i kwarcytów, skał osadowych, głównie meta-zlepieńców i meta-aleurytów oraz skał magmowych, głównie meta-granitoidów i meta-pegmatytów .

### Wody
Grzbiet główny (grzebień) góry Pradziad, biegnący od przełęczy Skřítek do przełęczy Červenohorské sedlo oraz dalej do przełęczy Ramzovskiej (cz. Ramzovské sedlo) jest częścią granicy Wielkiego Europejskiego Działu Wodnego, dzielącej zlewiska Morza Bałtyckiego i Morza Czarnego . 
Szczyt wraz ze stokami góry Orlík położony jest na północny wschód od tej granicy, należy więc do zlewni Morza Bałtyckiego, do którego płyną wody m.in. z dorzecza rzeki Odry, będącej przedłużeniem płynących z tej części Wysokiego Jesionika górskich potoków (m.in. płynących w pobliżu góry potoków o nazwie Podzámecký potok czy Šumný potok). Ze stoku zachodniego góry bierze swój początek potok Czarna Opawa, a ze stoku wschodniego potoki: Slučí potok i Sokolí potok. Ponadto ze stoków biorą swój początek krótkie, nienazwane potoki, będące dopływami wspomnianych wcześniej potoków: Podzámecký potok, Šumný potok, Czarna Opawa i Slučí potok. Z uwagi na stosunkowo łagodne nachylenia stoków, w obrębie góry nie występują m.in. wodospady czy kaskady.

## Ochrona przyrody
Cała góra znajduje się w obrębie wydzielonego obszaru objętego ochroną o nazwie Obszar Chronionego Krajobrazu Jesioniki (cz. Chráněná krajinná oblast (CHKO) Jeseníky), a utworzonego w celu ochrony utworów skalnych, ziemnych i roślinnych  oraz rzadkich gatunków zwierząt. Na stokach nie utworzono żadnych rezerwatów przyrody lub innych obiektów nazwanych pomnikami przyrody. Ponadto na obszarze góry nie wytyczono żadnych ścieżek dydaktycznych.

## Turystyka
W obrębie góry nie ma żadnego schroniska lub hotelu górskiego. Do bazy turystycznej w miejscowości Vrbno pod Pradědem jest od szczytu około 8 km w kierunku południowo-wschodnim oraz do osady Rejvíz z bazą pensjonatów jest od szczytu około 6 km w kierunku północnym. Z uwagi na znaczne odległości do baz turystycznych góra ma ograniczone znaczenie turystyczne.
Kluczowym punktem turystycznym jest skrzyżowanie turystyczne o nazwie Kristovo loučení z podaną na tablicy informacyjnej wysokością 1051 m, przy którym ustawiono wiatę turystyczną oraz drewniany krzyż, położone przy żółtym szlaku turystycznym , leżące około 970 m na zachód od szczytu głównego.

### Chaty łowieckie

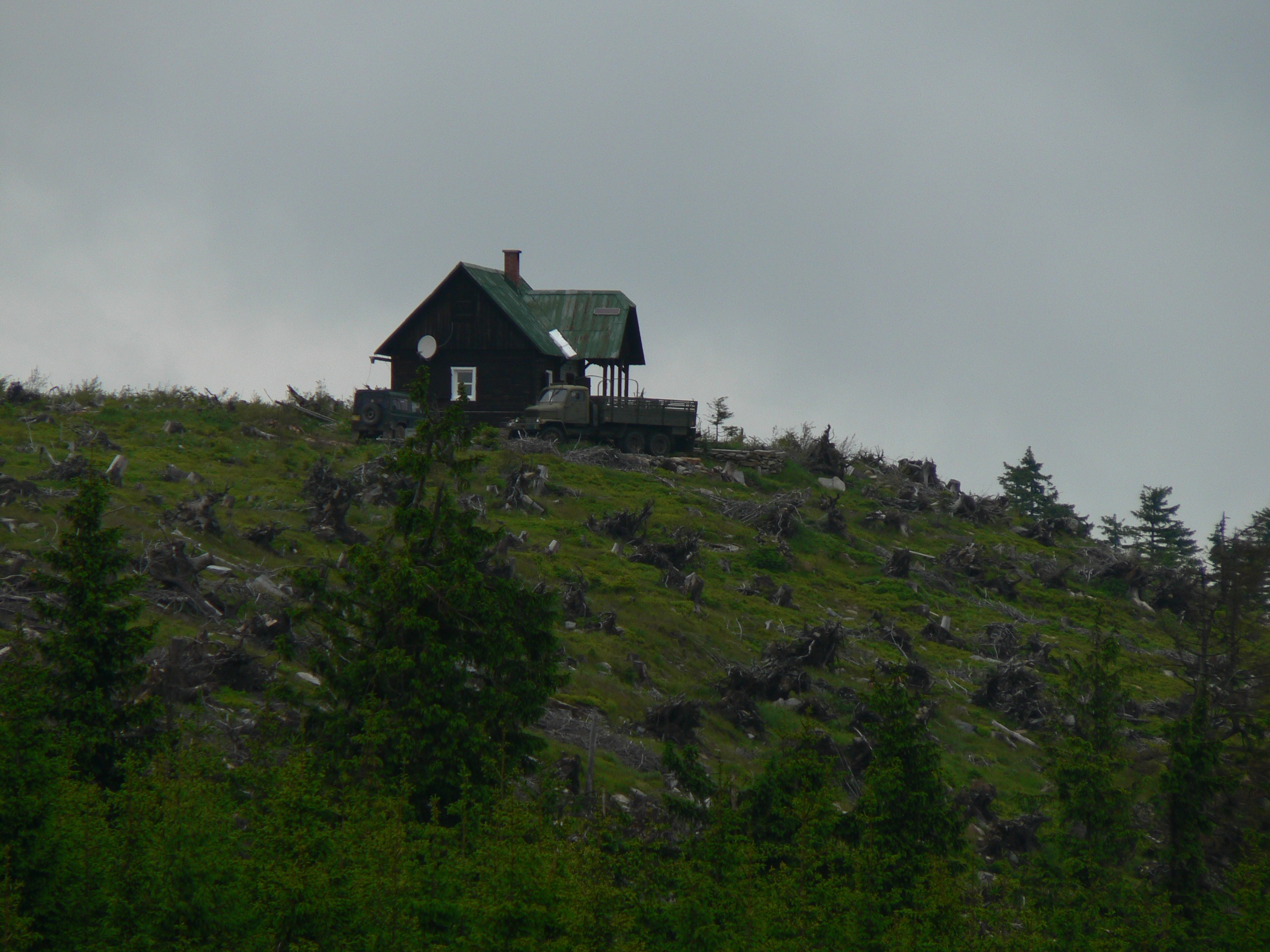
Heřmanovická chata (2010 rok)

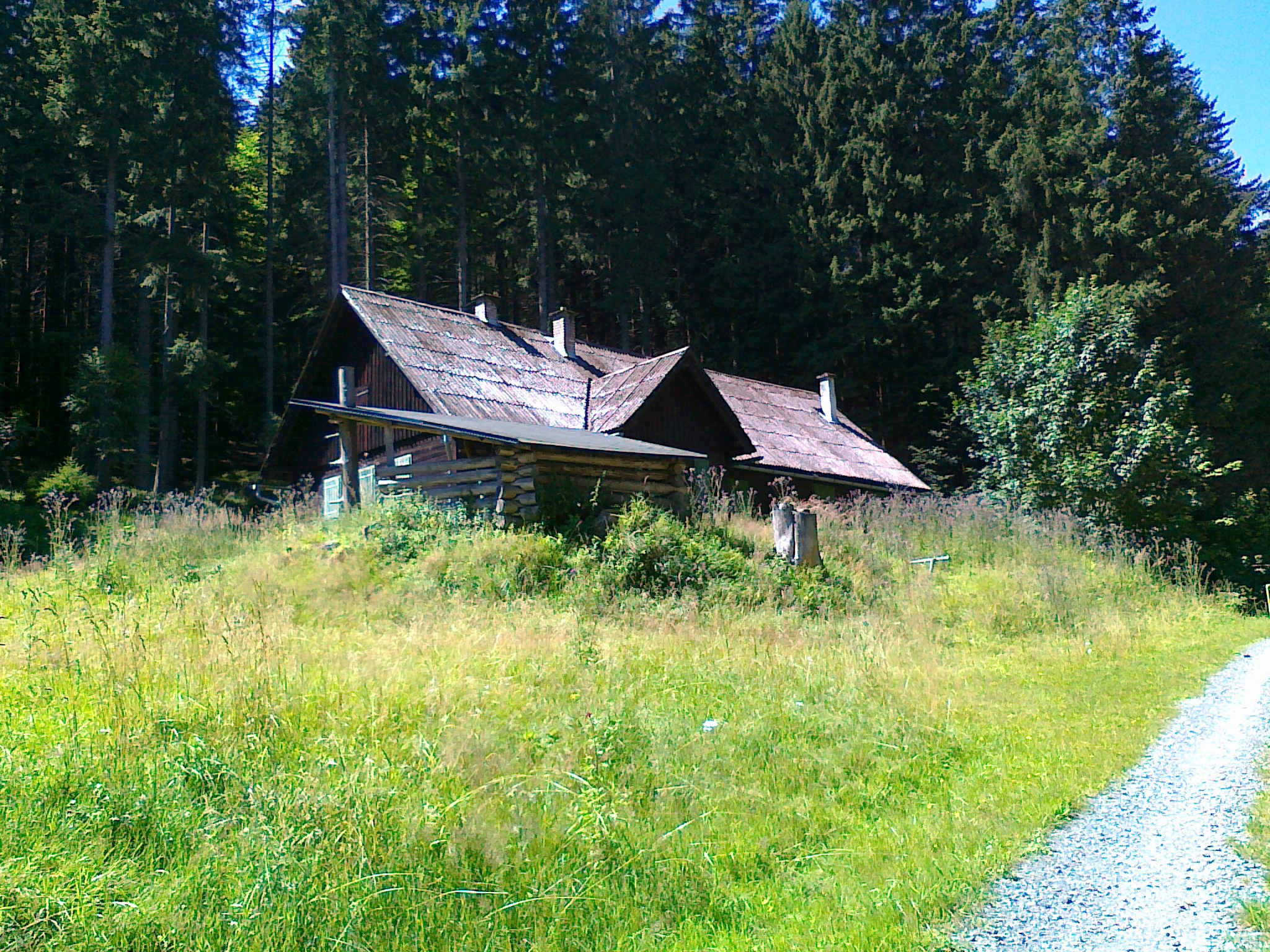
Chata Na Devítce (2024 rok)

Na stokach góry położonych jest sześć chat, ale nie mają one charakteru typowych schronisk turystycznych, a które zalicza się do tzw. chat łowieckich.
| Chaty na stokach góry Orlík |                    |                           |                                                                       |                                               |
| Lp.                         | Chata              | Odległość od szczytu m    | Lokalizacja                                                           | Współrzędne geograficzne                      |
| 1                           | Heřmanovická chata | 910 na południowy wschód  | blisko szczytu drugorzędnego Orlík–JV                                 | 50°10′10,3″N 17°18′19,2″E/50,169528 17,305333 |
| 2                           | Jelení chata (3)   | 1940 na południowy wschód | stok wschodni, przy drodze K Jelení chatě, blisko potoku Sokolí potok | 50°10′18,7″N 17°19′30,0″E/50,171861 17,325000 |
| 3                           | Na Devítce         | 1710 na północny wschód   | stok wschodni, blisko potoku Slučí potok                              | 50°10′59,3″N 17°19′13,5″E/50,183139 17,320417 |
| 4                           | Opavská chata      | 2000 na północny zachód   | podnóże stoku Žárný vrch                                              | 50°11′26,4″N 17°16′52,6″E/50,190667 17,281278 |
| 5                           | Podzámecká chata   | 2700 na północny wschód   | podnóże stoku północno-wschodniego                                    | 50°11′48,5″N 17°19′10,6″E/50,196806 17,319611 |
| 6                           | Tetřeví chata (2)  | 500 na północ             | blisko szczytu głównego                                               | 50°10′51,3″N 17°17′48,8″E/50,180917 17,296889 |

### Szlaki turystyczne
Klub Czeskich Turystów (cz. Klub Českých Turistů) wytyczył w obrębie góry dwa szlaki turystyczne na trasach:
 Rejvíz – narodowy rezerwat przyrody Rejvíz – góra Přední Jestřábí – góra Přední Jestřábí-JZ – szczyt Kazatelny–SV  – szczyt Kazatelny – góra Orlík – przełęcz Kristovo loučení – góra Medvědí louka – góra Ostruha–JV – góra Jelení loučky – góra Děrná – góra Ztracený vrch – góra Lysý vrch – góra Osikový vrch – przełęcz Videlské sedlo – góra Kamzičí vrch – góra Malý Děd – schronisko Švýcárna
 Město Albrechtice – Česká Ves – Holčovice – dolina potoku Komorský potok – szczyt Komora – góra Končina – Heřmanovice – góra Hornické skály – góra Příčný vrch – góra Pod Ostrým – szczyt Zámecký vrch (1) – góra Orlík – Opavská chata

### Szlaki rowerowe i trasy narciarskie
Przez stoki góry wyznaczono dwa szlaki rowerowe na trasach:
 Videlské sedlo – góra Osikový vrch – góra Lysý vrch – góra Ztracený vrch – góra Děrná – Ostruha–JV – góra Ostruha – góra Orlík – przełęcz Kristovo loučení – przełęcz Prameny Opavice – góra Příčný vrch – góra Lysý vrch – Zlaté Hory
 Horní Lipová – góra Sněhulák – góra Strmý – góra Miroslav – przełęcz Sedlo pod Javoříkem – góra Javořík – góra Javořík–SV – góra Nad Bobrovníkem – Adolfovice – dolina potoku Šumný potok – góra Dlouhá hora – góra Srnčí vrch – Orlík–SZ – góra Velké Bradlo–Z – góra Velké Bradlo – Pod Velkým Bradlem
W okresach ośnieżenia wzdłuż szlaków turystycznych i rowerowych przebiegają trasy narciarstwa biegowego. W obrębie góry nie poprowadzono żadnej trasy narciarstwa zjazdowego.